# Gata Carogna
Nel folklore della Lombardia, più precisamente delle province di Bergamo e Cremona, la Gata Carogna è un mostruoso animale analogo al Gatto Mammone, che infesterebbe i vicoli bui delle città.
Ha l'aspetto di una grossa gatta rossa, con pelo irsuto e sguardo irato, che attaccherebbe i bambini per rubar loro l'anima. Segnalata soprattutto a Gandino, una sua versione in maggiori proporzioni è il Gigàt.